# Parachanna
Parachanna és un gènere de peixos de la família dels cànnids i de l'ordre dels perciformes.

## Etimologia
Del grec para (el costat de) + channe, -es (anxova).

## Distribució geogràfica
Es troba a l'Àfrica tropical: des de Benín (el curs inferior del riu Ouémé) fins a Nigèria (el curs inferior del riu Cross), el Camerun i les conques dels rius Ogooué i Congo, i, també, des de les conques del llac Txad i dels rius Nil i Senegal fins a la del Congo, incloent-hi Burkina Faso, el Txad, la República Democràtica del Congo, la Costa d'Ivori, Etiòpia, Gàmbia, Ghana, Guinea, Guinea Bissau, Libèria, Mali, el Níger, el Senegal, Sierra Leone, el Sudan i Togo.

## Taxonomia
- Parachanna africana (Steindachner, 1879)[37]
- Parachanna fayumensis † (Murray, 2006)[38]
- Parachanna insignis (Sauvage, 1884)[39]
- Parachanna obscura (Günther, 1861)[40][41][42][43][44][45][46][47][48]

## Estat de conservació
Parachanna africana i Parachanna insignis apareixen a la Llista Vermella de la UICN (la primera a causa de l'extracció de petroli al delta del riu Níger).